# オクロコニス症
オクロコニス症（オクロコニスしょう、英:ochroconis infection）とはOchroconis thawytschaeおよびO. humicola感染を原因とする魚類の感染症。マスノスケ、ギンザケ、ニジマス、シマアジ、マダイ、カサゴが感受性を有する。体表に潰瘍、腹水貯留、腹部膨満、腎臓の腫大が認められる。